# عزريا
عزريا (بالعبرية: עֲזַרְיָה‏)، ومعناه "يهوه يساعد"، هو شخصية توراتية، وثالث رئيس لكهنة بني إسرائيل بعد صادوق، حيث يطلق عليه "ابن صادوق"، على الرغم من أنه على الأرحج ابن أخيمعص.
لا يوجد دليل مباشر في الكتاب المقدس على أنه كان رئيس كهنة. وبحسب سفر أخبار الأيام يُعتقد أن عزريا كان كاهنًا خدم في معبد الملك سليمان. لم يذكره يوسيفوس فلافيوس ضمن قائمة رؤساء كهنة بني إسرائيل.